# الشركة المصرية الألمانية للسيارات
الشركة المصرية الألمانية للسيارات وتعرف اختصاراً بـ (EGA)، هي شركة مصرية لتجميع السيارات تقع في مدينة 6 أكتوبر بالقاهرة. أنشأها المهندس سامي حنا وكبير الإداريين التنفيذيين السابق لشركة دايملر كرايسلر يورغين إيريك سكريمب كشركة محاصة لتجميع سيارات من نوع مرسيدس بنز.

## منتجات

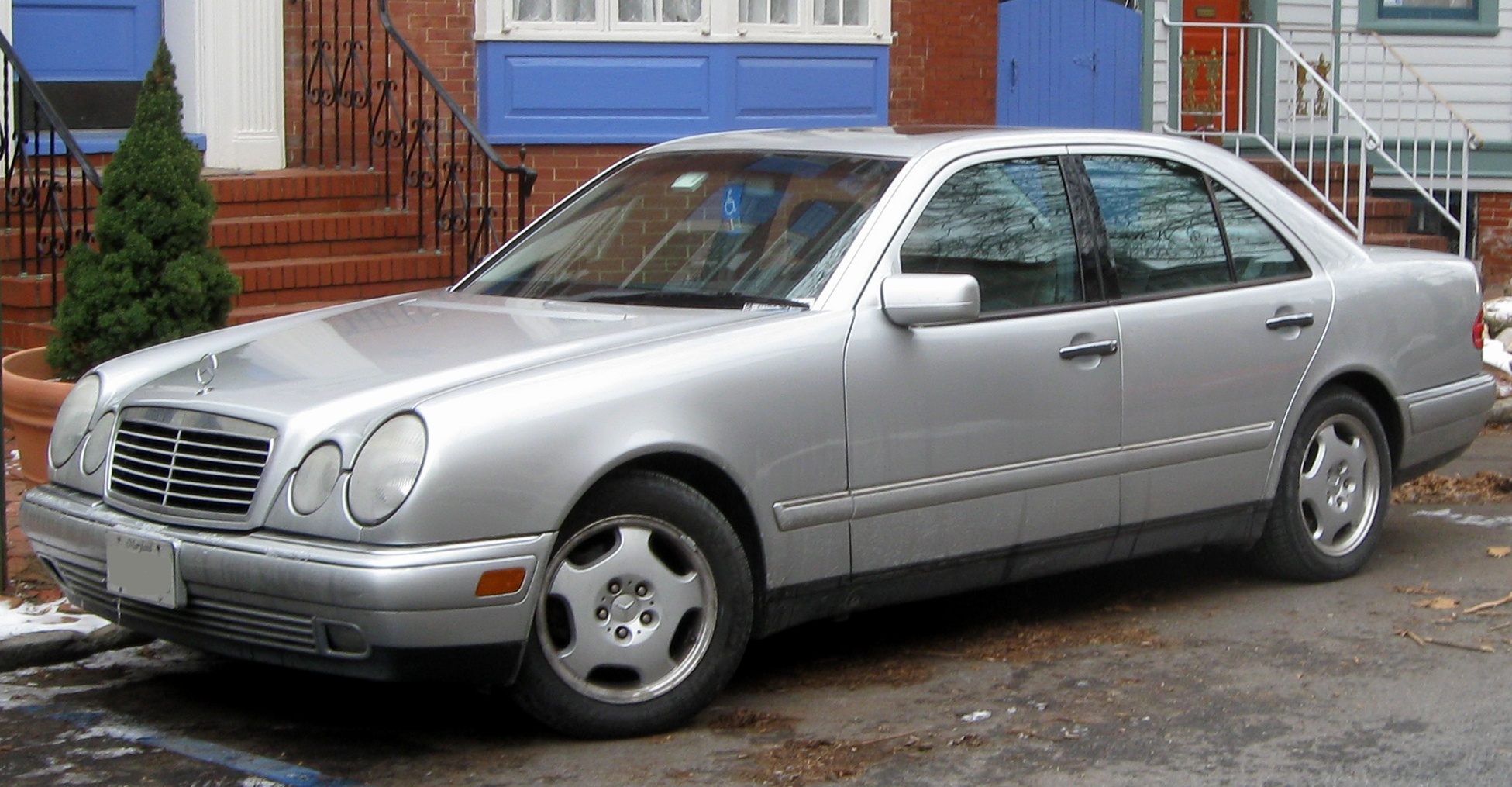
مرسيدس بنز دبليو 210 مرسيدس بنز الفئة هاء 1997–2002 CKD assembling
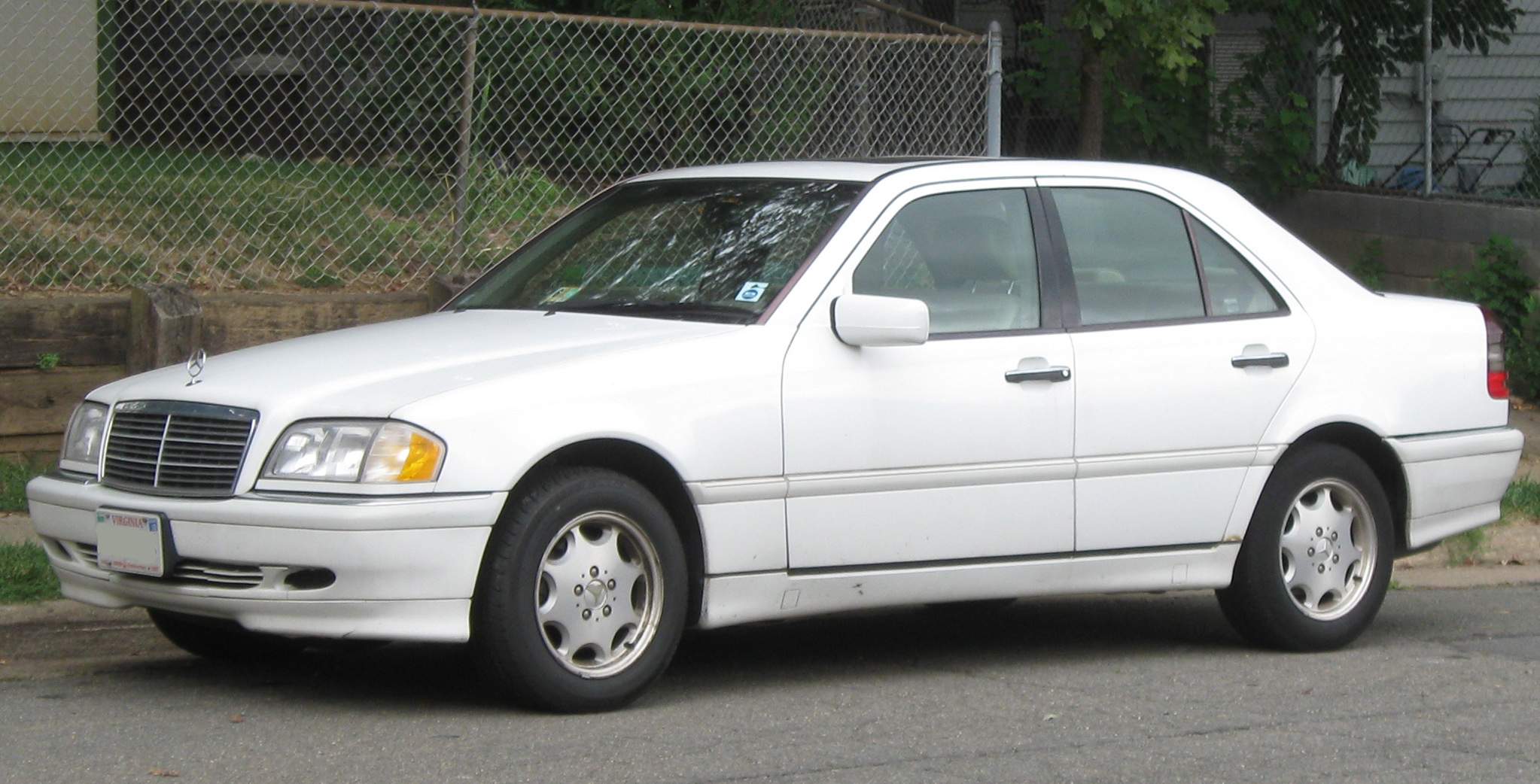
Mercedes-Benz C Class  [لغات أخرى]‏ مرسيدس بنز الفئة سي 1999–2002 CKD assembling
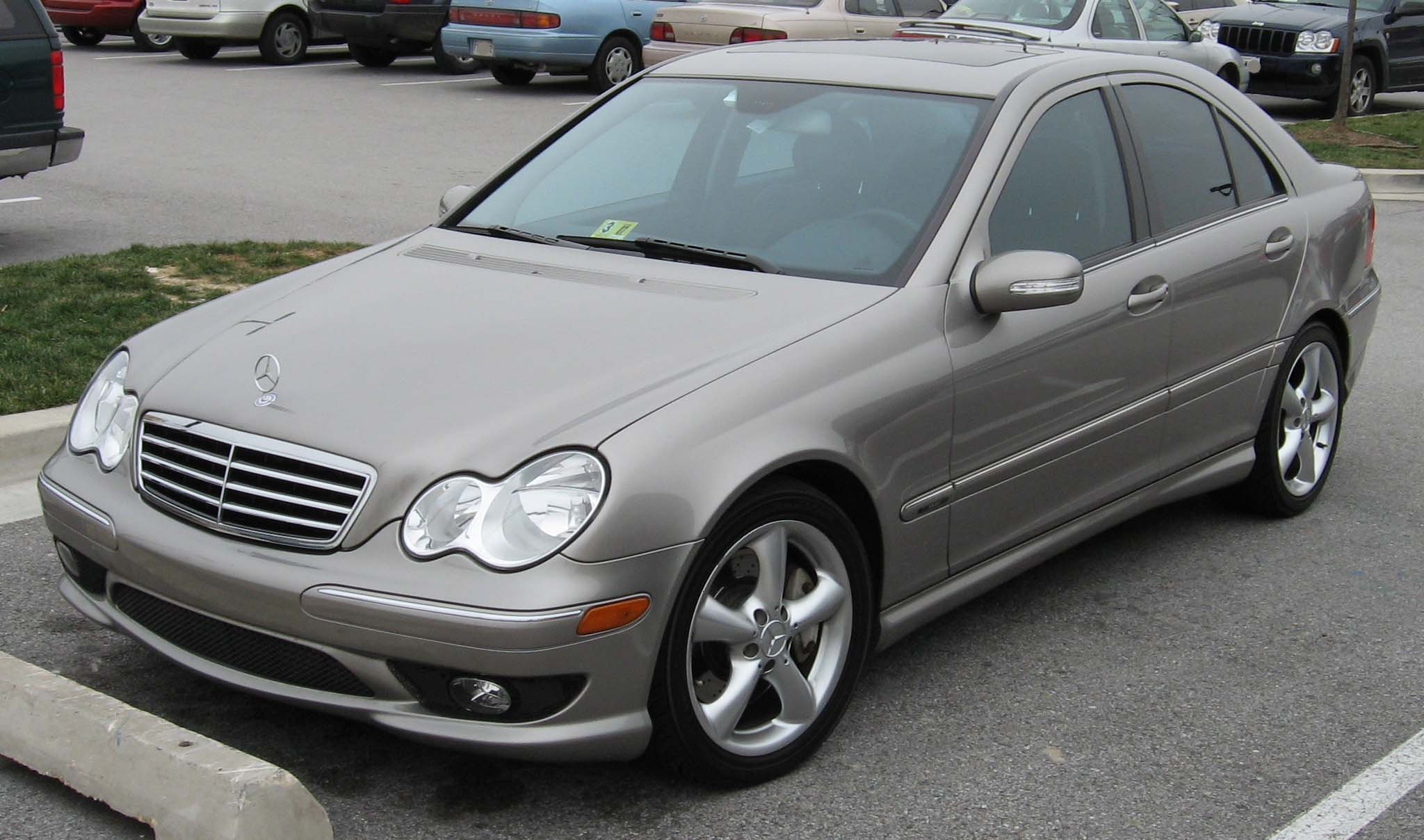
Mercedes-Benz C Class  [لغات أخرى]‏ مرسيدس بنز الفئة سي 2002–2007 CKD assembling
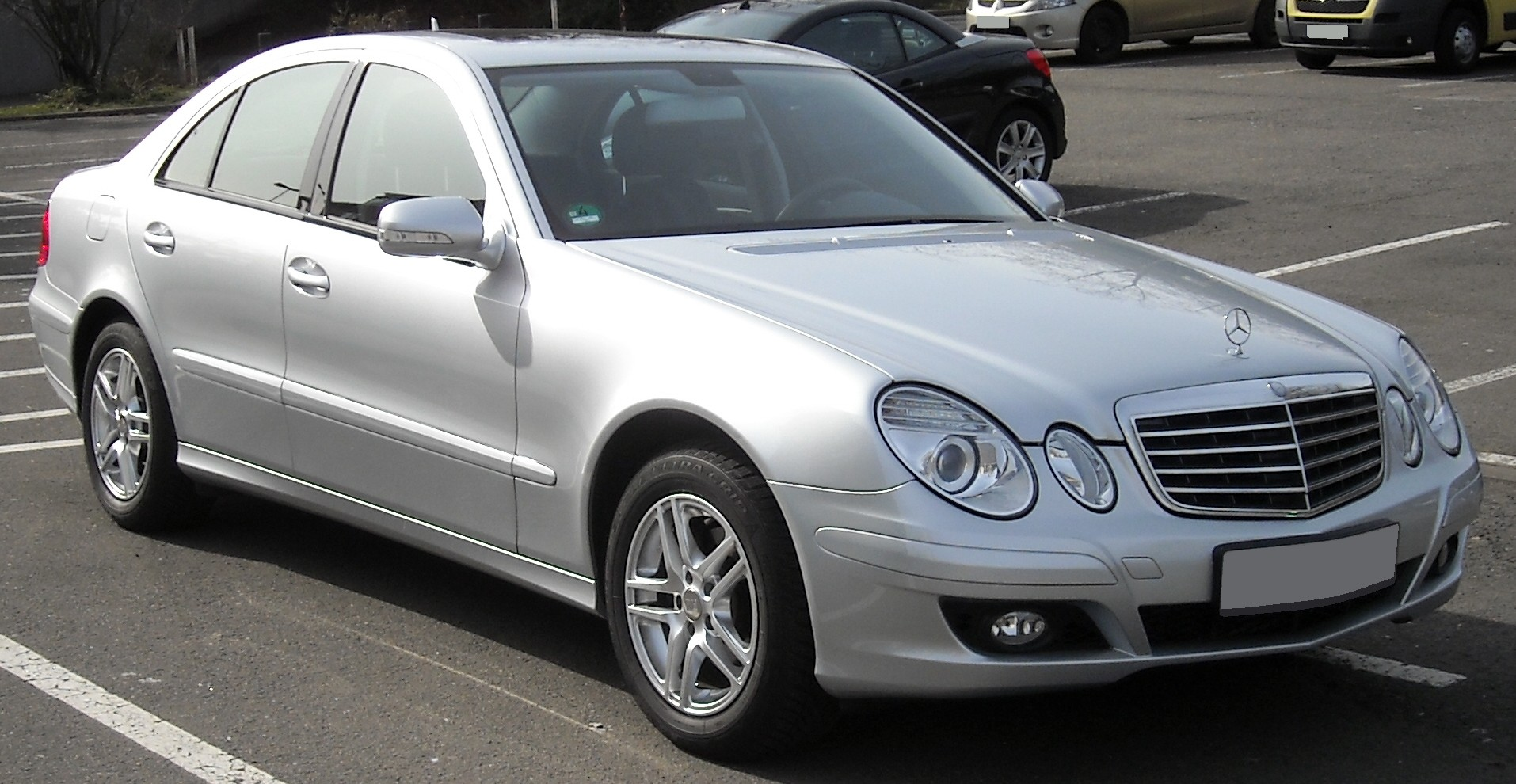
ميرسيدس بينز إي كلاس (دبليو 211) مرسيدس بنز الفئة هاء 2002–2009 CKD assembling
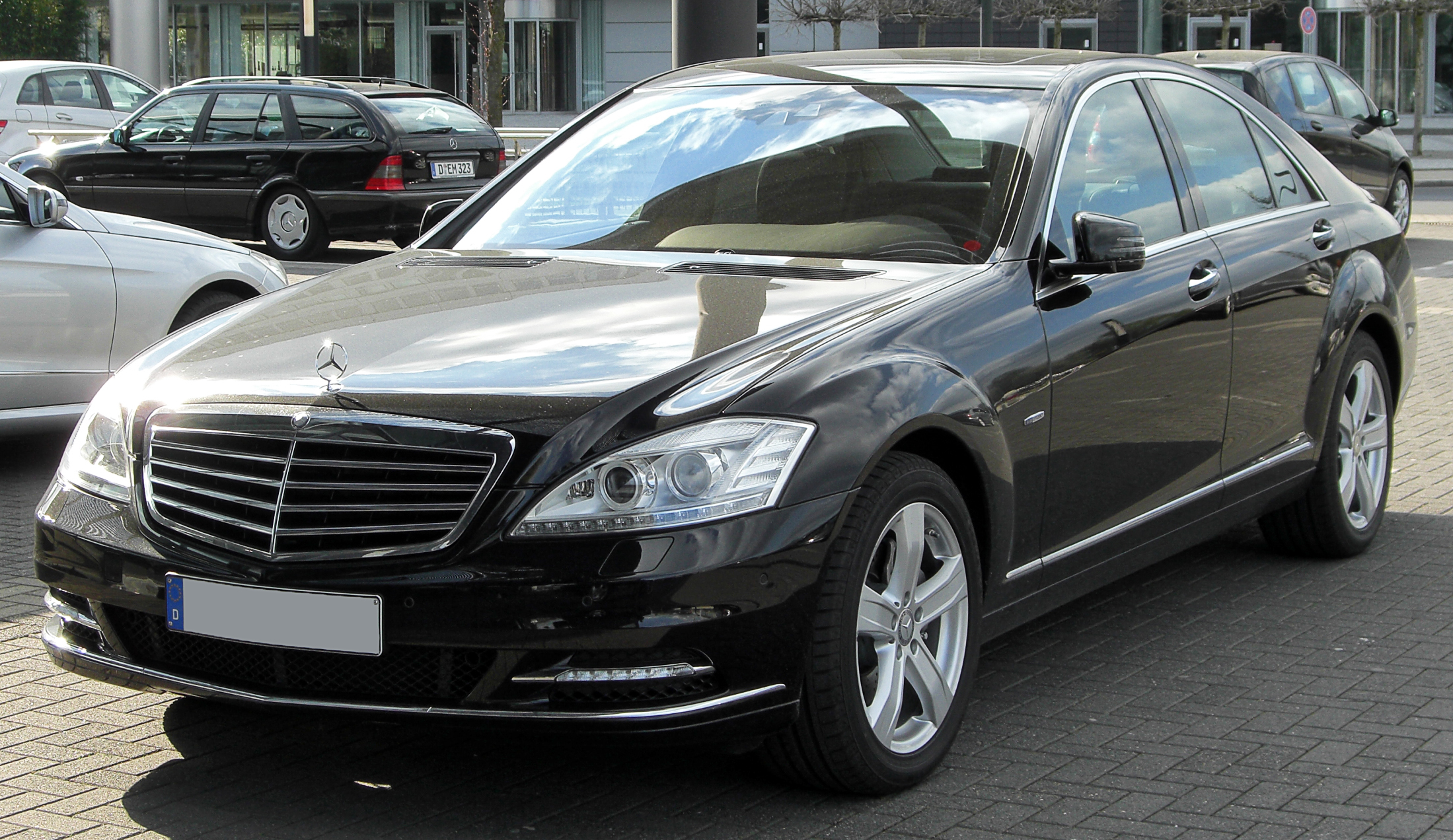
Mercedes-Benz S Class  [لغات أخرى]‏ مرسيدس بنز الفئة دإ since 2006 SKD assembling
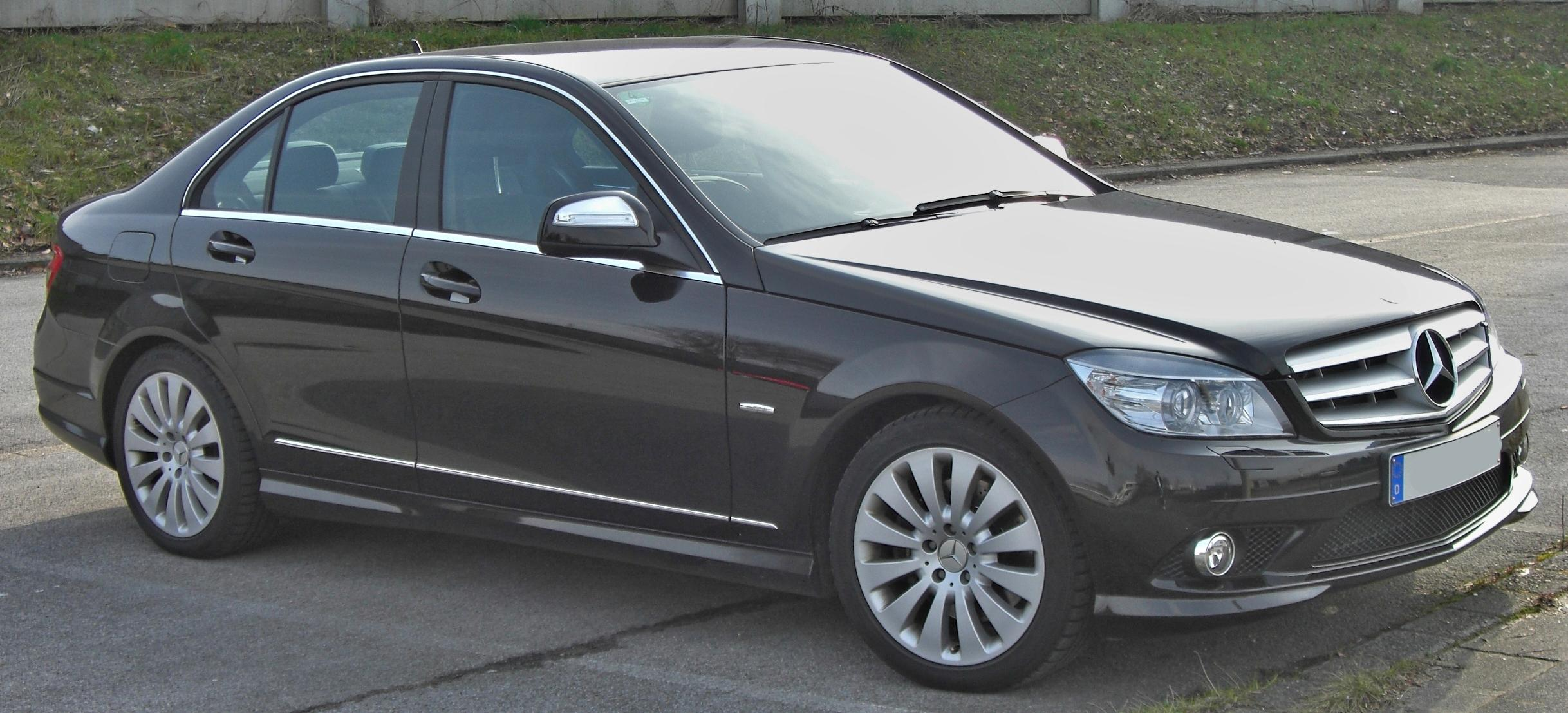
Mercedes-Benz C Class  [لغات أخرى]‏ مرسيدس بنز الفئة سي since 2007 SKD assembling
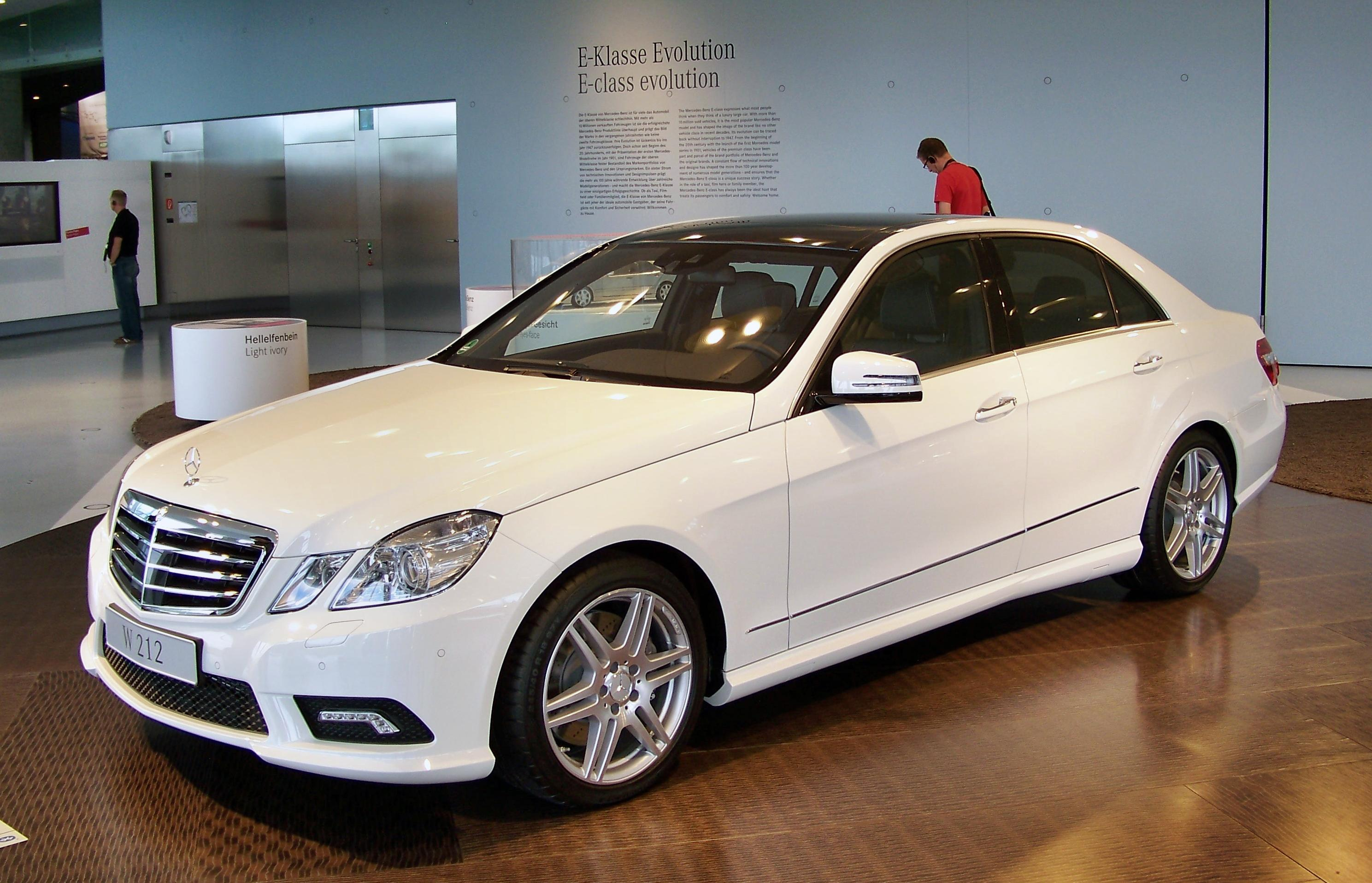
ميرسيدس بينز إي كلاس (دبليو 212) مرسيدس بنز الفئة هاء since 2009 SKD assembling
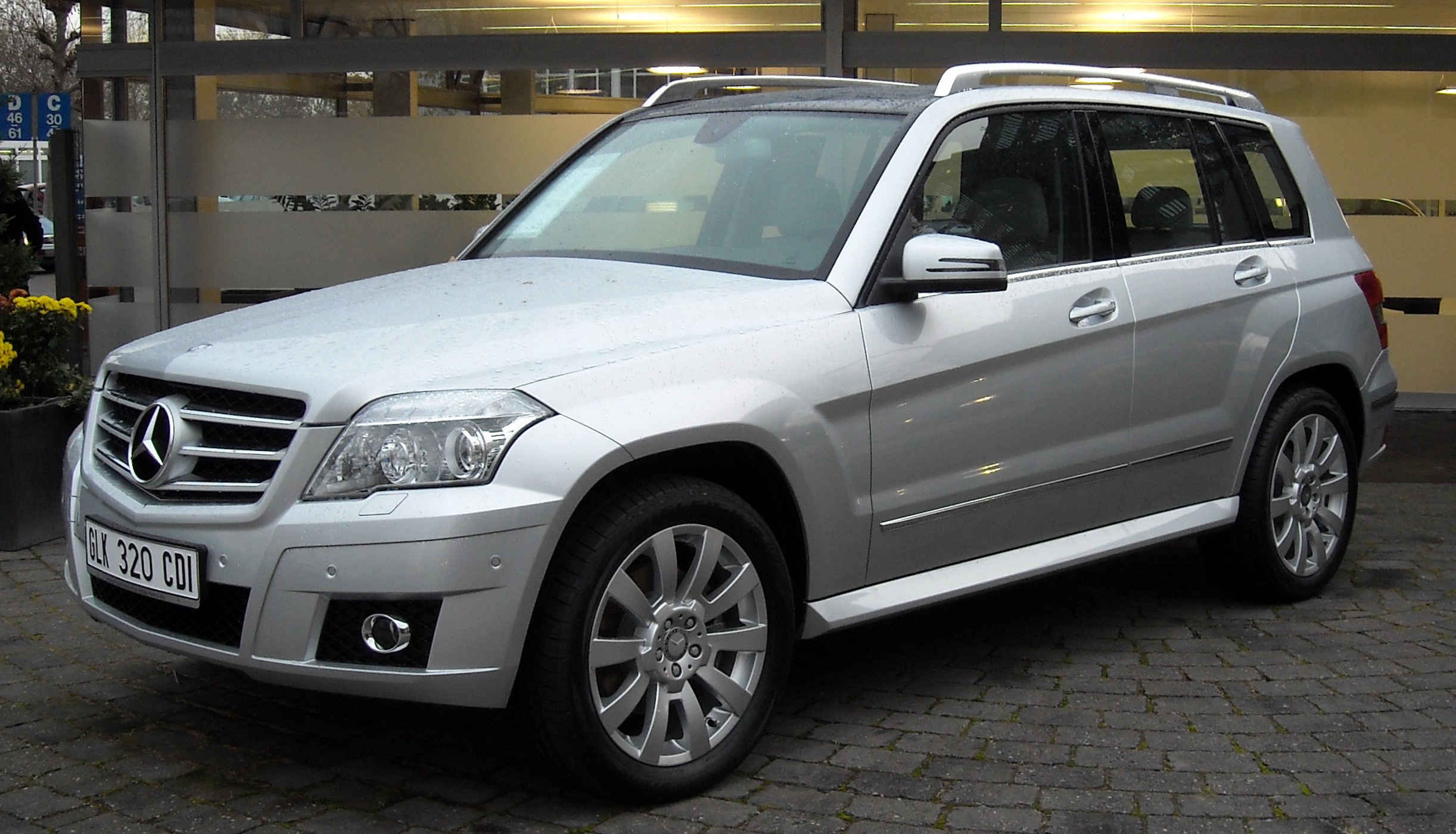
مرسيدس-بنز جي أل كي مرسيدس بنز فئة جي إل كي since 2009 SKD assembling